# Ascotis cretacea
Ascotis cretacea là một loài bướm đêm trong họ Geometridae.